# Casa de Nassau-Weilburg

Bandeira de Nassau-Weilburg.

A Casa de Nassau-Weilburg é a atual família reinante do Grão-Ducado de Luxemburgo.

## História
A Casa governou uma divisão de Nassau, que foi um Estado (na atual Alemanha) que existiu de 1344 até 1816. Os soberanos dessa casa depois governaram o ducado de Nassau até 1866, quando o perderam para o reino da Prússia. Entretanto, eles governam a nação de Luxemburgo desde 1890, quando a união pessoal entre Luxemburgo e Países Baixos acabou por motivos de sucessão e herança.
A linhagem masculina dos Nassau-Weilburg extinguiu-se com a morte de Guilherme IV. Seus atuais membros são descendentes de uma filha dele, Carlota, que foi casada com o príncipe Félix de Bourbon-Parma. Assim, eles são membros da Casa de Nassau-Weilburg por cognação e membros da Casa de Bourbon-Parma por agnação.
Após Carlos Hugo, o duque de Parma, considerar o casamento do então grão-duque herdeiro inadequado, o Grão-Duque João de Luxemburgo renunciou aos títulos da Casa de Bourbon-Parma em nome de si próprio e de sua família em 1986.

## Religião
Os grão-duques Adolfo e Guilherme IV foram protestantes, mas a religião da Casa de Nassau-Weilburg mudou com o casamento de Guilherme IV com a infanta Maria Ana de Portugal, católica.

## Soberanos da Casa de Nassau-Weilburg

### Nassau

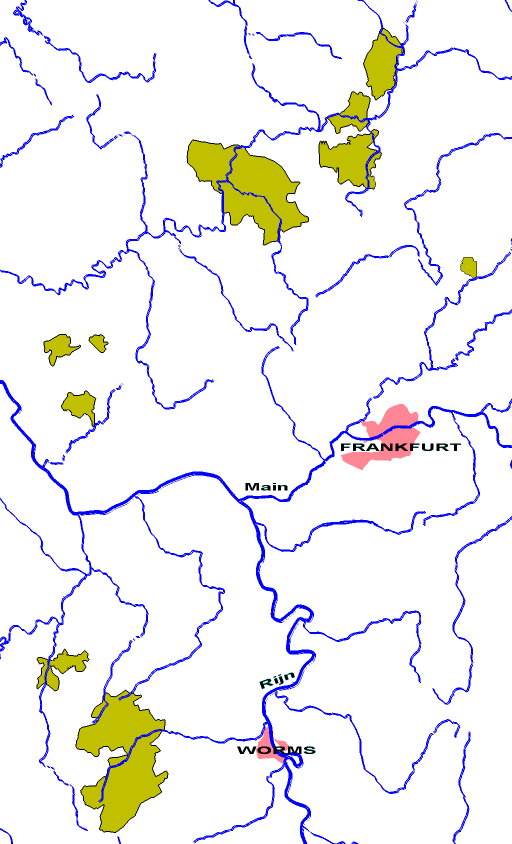
Mapa de Nassau-Weilburg de 1789

#### Condes de Nassau-Weilburg
- 1344 – 1371: João I
- 1371 – 1429: Filipe I
- 1429 – 1442: Filipe II e João II
- 1442 – 1492: Filipe II
- 1492 – 1523: Luís I
- 1523 – 1559: Filipe III
- 1559 – 1593: Alberto
- 1559 – 1602: Filipe IV
- 1593 – 1625: Luís II
- 1625 – 1629: Guilherme Luís, João IV e Ernesto Casimiro
- 1629 – 1655: Ernesto Casimiro
- 1655 – 1675: Frederico
- 1675 – 1688: João Ernesto

#### Príncipes de Nassau-Weilburg
- 1688 – 1719: João Ernesto
- 1719 – 1753: Carlos Augusto
- 1753 – 1788: Carlos Cristiano
- 1788 – 1816: Frederico Guilherme
- 1816: Guilherme

#### Duques de Nassau
- 1816 – 1839: Guilherme
- 1839 – 1866: Adolfo

### Grão-duques de Luxemburgo
- 1890 – 1905: Adolfo
- 1905 – 1912: Guilherme IV
- 1912 – 1919: Maria Adelaide
- 1919 – 1964: Carlota
- 1964 – 2000: João
- 2000 – presente: Henrique

## Árvore genealógica
Compilado da wikipédia e fontes:
|  |  |                                                            |                                                            | Para ancestrais da Casa de Nassau-Weilburg (árvore genealógica da Casa de Nassau)' |                                                            |                                                            |                                                            |  |  |  |  |                                                                   |                                                                   |                                                                             |                                                                             |                                                                             |                                                                             |                                                                             |                                                                             |  |  |                                                                                  |                                                                  |                                                                  |                                                                  |                                                                  |                                                                  |  |  |                                                 |                                                 |                                                               |                                                 |                                                 |                                                 |                                                        |                                                        |                                                        |                                                        |                                                        |                                                        |                                                        |                                                        |  |  |  |  |  |  |  |  |  |  |  |  |  |  |  |  |  |  |  |  |
|  |  |                                                            |                                                            |                                                                                    |                                                            |                                                            |                                                            |  |  |  |  |                                                                   |                                                                   |                                                                             |                                                                             |                                                                             |                                                                             |                                                                             |                                                                             |  |  |                                                                                  |                                                                  |                                                                  |                                                                  |                                                                  |                                                                  |  |  |                                                 |                                                 |                                                               |                                                 |                                                 |                                                 |                                                        |                                                        |                                                        |                                                        |                                                        |                                                        |                                                        |                                                        |  |  |  |  |  |  |  |  |  |  |  |  |  |  |  |  |  |  |  |  |
|  |  |                                                            |                                                            | João III (1441 +1480) conde de Nassau-Weilburg                                     |                                                            |                                                            |                                                            |  |  |  |  |                                                                   |                                                                   |                                                                             |                                                                             |                                                                             |                                                                             |                                                                             |                                                                             |  |  |                                                                                  |                                                                  |                                                                  |                                                                  |                                                                  |                                                                  |  |  |                                                 |                                                 |                                                               |                                                 |                                                 |                                                 |                                                        |                                                        |                                                        |                                                        |                                                        |                                                        |                                                        |                                                        |  |  |  |  |  |  |  |  |  |  |  |  |  |  |  |  |  |  |  |  |
|  |  |                                                            |                                                            |                                                                                    |                                                            |                                                            |                                                            |  |  |  |  |                                                                   |                                                                   |                                                                             |                                                                             |                                                                             |                                                                             |                                                                             |                                                                             |  |  |                                                                                  |                                                                  |                                                                  |                                                                  |                                                                  |                                                                  |  |  |                                                 |                                                 |                                                               |                                                 |                                                 |                                                 |                                                        |                                                        |                                                        |                                                        |                                                        |                                                        |                                                        |                                                        |  |  |  |  |  |  |  |  |  |  |  |  |  |  |  |  |  |  |  |  |
|  |  |                                                            |                                                            | Luís I (1473 +1523) conde de Nassau-Weilburg                                       |                                                            |                                                            |                                                            |  |  |  |  |                                                                   |                                                                   |                                                                             |                                                                             |                                                                             |                                                                             |                                                                             |                                                                             |  |  |                                                                                  |                                                                  |                                                                  |                                                                  |                                                                  |                                                                  |  |  |                                                 |                                                 |                                                               |                                                 |                                                 |                                                 |                                                        |                                                        |                                                        |                                                        |                                                        |                                                        |                                                        |                                                        |  |  |  |  |  |  |  |  |  |  |  |  |  |  |  |  |  |  |  |  |
|  |  |                                                            |                                                            |                                                                                    |                                                            |                                                            |                                                            |  |  |  |  |                                                                   |                                                                   |                                                                             |                                                                             |                                                                             |                                                                             |                                                                             |                                                                             |  |  |                                                                                  |                                                                  |                                                                  |                                                                  |                                                                  |                                                                  |  |  |                                                 |                                                 |                                                               |                                                 |                                                 |                                                 |                                                        |                                                        |                                                        |                                                        |                                                        |                                                        |                                                        |                                                        |  |  |  |  |  |  |  |  |  |  |  |  |  |  |  |  |  |  |  |  |
|  |  |                                                            |                                                            | Filipe III (1504 +1559) conde de Nassau-Weilburg                                   |                                                            |                                                            |                                                            |  |  |  |  |                                                                   |                                                                   |                                                                             |                                                                             |                                                                             |                                                                             |                                                                             |                                                                             |  |  |                                                                                  |                                                                  |                                                                  |                                                                  |                                                                  |                                                                  |  |  |                                                 |                                                 |                                                               |                                                 |                                                 |                                                 |                                                        |                                                        |                                                        |                                                        |                                                        |                                                        |                                                        |                                                        |  |  |  |  |  |  |  |  |  |  |  |  |  |  |  |  |  |  |  |  |
|  |  |                                                            |                                                            |                                                                                    |                                                            |                                                            |                                                            |  |  |  |  |                                                                   |                                                                   |                                                                             |                                                                             |                                                                             |                                                                             |                                                                             |                                                                             |  |  |                                                                                  |                                                                  |                                                                  |                                                                  |                                                                  |                                                                  |  |  |                                                 |                                                 |                                                               |                                                 |                                                 |                                                 |                                                        |                                                        |                                                        |                                                        |                                                        |                                                        |                                                        |                                                        |  |  |  |  |  |  |  |  |  |  |  |  |  |  |  |  |  |  |  |  |
|  |  |                                                            |                                                            |                                                                                    |                                                            |                                                            |                                                            |  |  |  |  |                                                                   |                                                                   |                                                                             |                                                                             |                                                                             |                                                                             |                                                                             |                                                                             |  |  |                                                                                  |                                                                  |                                                                  |                                                                  |                                                                  |                                                                  |  |  |                                                 |                                                 |                                                               |                                                 |                                                 |                                                 |                                                        |                                                        |                                                        |                                                        |                                                        |                                                        |                                                        |                                                        |  |  |  |  |  |  |  |  |  |  |  |  |  |  |  |  |  |  |  |  |
|  |  | Alberto (1537 +1593) conde de Nassau-Weilburg              | Alberto (1537 +1593) conde de Nassau-Weilburg              | Alberto (1537 +1593) conde de Nassau-Weilburg                                      | Alberto (1537 +1593) conde de Nassau-Weilburg              | Alberto (1537 +1593) conde de Nassau-Weilburg              | Alberto (1537 +1593) conde de Nassau-Weilburg              |  |  |  |  | Filipe IV (1542 +1602) conde de Nassau-Weilburg em Saarbrucken    | Filipe IV (1542 +1602) conde de Nassau-Weilburg em Saarbrucken    | Filipe IV (1542 +1602) conde de Nassau-Weilburg em Saarbrucken              | Filipe IV (1542 +1602) conde de Nassau-Weilburg em Saarbrucken              | Filipe IV (1542 +1602) conde de Nassau-Weilburg em Saarbrucken              | Filipe IV (1542 +1602) conde de Nassau-Weilburg em Saarbrucken              |                                                                             |                                                                             |  |  |                                                                                  |                                                                  |                                                                  |                                                                  |                                                                  |                                                                  |  |  |                                                 |                                                 |                                                               |                                                 |                                                 |                                                 |                                                        |                                                        |                                                        |                                                        |                                                        |                                                        |                                                        |                                                        |  |  |  |  |  |  |  |  |  |  |  |  |  |  |  |  |  |  |  |  |
|  |  | Alberto (1537 +1593) conde de Nassau-Weilburg              | Alberto (1537 +1593) conde de Nassau-Weilburg              | Alberto (1537 +1593) conde de Nassau-Weilburg                                      | Alberto (1537 +1593) conde de Nassau-Weilburg              | Alberto (1537 +1593) conde de Nassau-Weilburg              | Alberto (1537 +1593) conde de Nassau-Weilburg              |  |  |  |  | Filipe IV (1542 +1602) conde de Nassau-Weilburg em Saarbrucken    | Filipe IV (1542 +1602) conde de Nassau-Weilburg em Saarbrucken    | Filipe IV (1542 +1602) conde de Nassau-Weilburg em Saarbrucken              | Filipe IV (1542 +1602) conde de Nassau-Weilburg em Saarbrucken              | Filipe IV (1542 +1602) conde de Nassau-Weilburg em Saarbrucken              | Filipe IV (1542 +1602) conde de Nassau-Weilburg em Saarbrucken              |                                                                             |                                                                             |  |  |                                                                                  |                                                                  |                                                                  |                                                                  |                                                                  |                                                                  |  |  |                                                 |                                                 |                                                               |                                                 |                                                 |                                                 |                                                        |                                                        |                                                        |                                                        |                                                        |                                                        |                                                        |                                                        |  |  |  |  |  |  |  |  |  |  |  |  |  |  |  |  |  |  |  |  |
|  |  |                                                            |                                                            |                                                                                    |                                                            |                                                            |                                                            |  |  |  |  |                                                                   |                                                                   |                                                                             |                                                                             |                                                                             |                                                                             |                                                                             |                                                                             |  |  |                                                                                  |                                                                  |                                                                  |                                                                  |                                                                  |                                                                  |  |  |                                                 |                                                 |                                                               |                                                 |                                                 |                                                 |                                                        |                                                        |                                                        |                                                        |                                                        |                                                        |                                                        |                                                        |  |  |  |  |  |  |  |  |  |  |  |  |  |  |  |  |  |  |  |  |
|  |  | Luís II (1565 +1627) conde de Nassau-Weilburg em Ottweiler | Luís II (1565 +1627) conde de Nassau-Weilburg em Ottweiler | Luís II (1565 +1627) conde de Nassau-Weilburg em Ottweiler                         | Luís II (1565 +1627) conde de Nassau-Weilburg em Ottweiler | Luís II (1565 +1627) conde de Nassau-Weilburg em Ottweiler | Luís II (1565 +1627) conde de Nassau-Weilburg em Ottweiler |  |  |  |  | Guilherme (1570–1597) conde de Nassau-Weilburg em Weilburg        | Guilherme (1570–1597) conde de Nassau-Weilburg em Weilburg        | Guilherme (1570–1597) conde de Nassau-Weilburg em Weilburg                  | Guilherme (1570–1597) conde de Nassau-Weilburg em Weilburg                  | Guilherme (1570–1597) conde de Nassau-Weilburg em Weilburg                  | Guilherme (1570–1597) conde de Nassau-Weilburg em Weilburg                  |                                                                             |                                                                             |  |  | João Casimiro (1577 +1602) conde de Nassau-Weilburg em Gleiberg                  | João Casimiro (1577 +1602) conde de Nassau-Weilburg em Gleiberg  | João Casimiro (1577 +1602) conde de Nassau-Weilburg em Gleiberg  | João Casimiro (1577 +1602) conde de Nassau-Weilburg em Gleiberg  | João Casimiro (1577 +1602) conde de Nassau-Weilburg em Gleiberg  | João Casimiro (1577 +1602) conde de Nassau-Weilburg em Gleiberg  |  |  |                                                 |                                                 |                                                               |                                                 |                                                 |                                                 |                                                        |                                                        |                                                        |                                                        |                                                        |                                                        |                                                        |                                                        |  |  |  |  |  |  |  |  |  |  |  |  |  |  |  |  |  |  |  |  |
|  |  | Luís II (1565 +1627) conde de Nassau-Weilburg em Ottweiler | Luís II (1565 +1627) conde de Nassau-Weilburg em Ottweiler | Luís II (1565 +1627) conde de Nassau-Weilburg em Ottweiler                         | Luís II (1565 +1627) conde de Nassau-Weilburg em Ottweiler | Luís II (1565 +1627) conde de Nassau-Weilburg em Ottweiler | Luís II (1565 +1627) conde de Nassau-Weilburg em Ottweiler |  |  |  |  | Guilherme (1570–1597) conde de Nassau-Weilburg em Weilburg        | Guilherme (1570–1597) conde de Nassau-Weilburg em Weilburg        | Guilherme (1570–1597) conde de Nassau-Weilburg em Weilburg                  | Guilherme (1570–1597) conde de Nassau-Weilburg em Weilburg                  | Guilherme (1570–1597) conde de Nassau-Weilburg em Weilburg                  | Guilherme (1570–1597) conde de Nassau-Weilburg em Weilburg                  |                                                                             |                                                                             |  |  | João Casimiro (1577 +1602) conde de Nassau-Weilburg em Gleiberg                  | João Casimiro (1577 +1602) conde de Nassau-Weilburg em Gleiberg  | João Casimiro (1577 +1602) conde de Nassau-Weilburg em Gleiberg  | João Casimiro (1577 +1602) conde de Nassau-Weilburg em Gleiberg  | João Casimiro (1577 +1602) conde de Nassau-Weilburg em Gleiberg  | João Casimiro (1577 +1602) conde de Nassau-Weilburg em Gleiberg  |  |  |                                                 |                                                 |                                                               |                                                 |                                                 |                                                 |                                                        |                                                        |                                                        |                                                        |                                                        |                                                        |                                                        |                                                        |  |  |  |  |  |  |  |  |  |  |  |  |  |  |  |  |  |  |  |  |
|  |  |                                                            |                                                            |                                                                                    |                                                            |                                                            |                                                            |  |  |  |  |                                                                   |                                                                   |                                                                             |                                                                             |                                                                             |                                                                             |                                                                             |                                                                             |  |  |                                                                                  |                                                                  |                                                                  |                                                                  |                                                                  |                                                                  |  |  |                                                 |                                                 |                                                               |                                                 |                                                 |                                                 |                                                        |                                                        |                                                        |                                                        |                                                        |                                                        |                                                        |                                                        |  |  |  |  |  |  |  |  |  |  |  |  |  |  |  |  |  |  |  |  |
|  |  | Guilherme Luís (1590 +1640) conde de Nassau-Saarbrücken    | Guilherme Luís (1590 +1640) conde de Nassau-Saarbrücken    | Guilherme Luís (1590 +1640) conde de Nassau-Saarbrücken                            | Guilherme Luís (1590 +1640) conde de Nassau-Saarbrücken    | Guilherme Luís (1590 +1640) conde de Nassau-Saarbrücken    | Guilherme Luís (1590 +1640) conde de Nassau-Saarbrücken    |  |  |  |  |                                                                   |                                                                   | João (1603 +1677) conde de Nassau-Idstein condes de Nassau-Idstein ext.1721 | João (1603 +1677) conde de Nassau-Idstein condes de Nassau-Idstein ext.1721 | João (1603 +1677) conde de Nassau-Idstein condes de Nassau-Idstein ext.1721 | João (1603 +1677) conde de Nassau-Idstein condes de Nassau-Idstein ext.1721 | João (1603 +1677) conde de Nassau-Idstein condes de Nassau-Idstein ext.1721 | João (1603 +1677) conde de Nassau-Idstein condes de Nassau-Idstein ext.1721 |  |  |                                                                                  |                                                                  |                                                                  |                                                                  |                                                                  |                                                                  |  |  |                                                 |                                                 |                                                               |                                                 |                                                 |                                                 |                                                        |                                                        | Ernesto Casimiro (1607 +1655) conde de Nassau-Weilburg | Ernesto Casimiro (1607 +1655) conde de Nassau-Weilburg | Ernesto Casimiro (1607 +1655) conde de Nassau-Weilburg | Ernesto Casimiro (1607 +1655) conde de Nassau-Weilburg | Ernesto Casimiro (1607 +1655) conde de Nassau-Weilburg | Ernesto Casimiro (1607 +1655) conde de Nassau-Weilburg |  |  |  |  |  |  |  |  |  |  |  |  |  |  |  |  |  |  |  |  |
|  |  | Guilherme Luís (1590 +1640) conde de Nassau-Saarbrücken    | Guilherme Luís (1590 +1640) conde de Nassau-Saarbrücken    | Guilherme Luís (1590 +1640) conde de Nassau-Saarbrücken                            | Guilherme Luís (1590 +1640) conde de Nassau-Saarbrücken    | Guilherme Luís (1590 +1640) conde de Nassau-Saarbrücken    | Guilherme Luís (1590 +1640) conde de Nassau-Saarbrücken    |  |  |  |  |                                                                   |                                                                   | João (1603 +1677) conde de Nassau-Idstein condes de Nassau-Idstein ext.1721 | João (1603 +1677) conde de Nassau-Idstein condes de Nassau-Idstein ext.1721 | João (1603 +1677) conde de Nassau-Idstein condes de Nassau-Idstein ext.1721 | João (1603 +1677) conde de Nassau-Idstein condes de Nassau-Idstein ext.1721 | João (1603 +1677) conde de Nassau-Idstein condes de Nassau-Idstein ext.1721 | João (1603 +1677) conde de Nassau-Idstein condes de Nassau-Idstein ext.1721 |  |  |                                                                                  |                                                                  |                                                                  |                                                                  |                                                                  |                                                                  |  |  |                                                 |                                                 |                                                               |                                                 |                                                 |                                                 |                                                        |                                                        | Ernesto Casimiro (1607 +1655) conde de Nassau-Weilburg | Ernesto Casimiro (1607 +1655) conde de Nassau-Weilburg | Ernesto Casimiro (1607 +1655) conde de Nassau-Weilburg | Ernesto Casimiro (1607 +1655) conde de Nassau-Weilburg | Ernesto Casimiro (1607 +1655) conde de Nassau-Weilburg | Ernesto Casimiro (1607 +1655) conde de Nassau-Weilburg |  |  |  |  |  |  |  |  |  |  |  |  |  |  |  |  |  |  |  |  |
|  |  |                                                            |                                                            |                                                                                    |                                                            |                                                            |                                                            |  |  |  |  |                                                                   |                                                                   |                                                                             |                                                                             |                                                                             |                                                                             |                                                                             |                                                                             |  |  |                                                                                  |                                                                  |                                                                  |                                                                  |                                                                  |                                                                  |  |  |                                                 |                                                 |                                                               |                                                 |                                                 |                                                 |                                                        |                                                        |                                                        |                                                        |                                                        |                                                        |                                                        |                                                        |  |  |  |  |  |  |  |  |  |  |  |  |  |  |  |  |  |  |  |  |
|  |  | João Luís (1625 +1690) conde de Nassau-Ottweiler ext. 1728 | João Luís (1625 +1690) conde de Nassau-Ottweiler ext. 1728 | João Luís (1625 +1690) conde de Nassau-Ottweiler ext. 1728                         | João Luís (1625 +1690) conde de Nassau-Ottweiler ext. 1728 | João Luís (1625 +1690) conde de Nassau-Ottweiler ext. 1728 | João Luís (1625 +1690) conde de Nassau-Ottweiler ext. 1728 |  |  |  |  | Gustavo Adolfo (1632 +1677) conde de Nassau-Saarbrücken ext. 1723 | Gustavo Adolfo (1632 +1677) conde de Nassau-Saarbrücken ext. 1723 | Gustavo Adolfo (1632 +1677) conde de Nassau-Saarbrücken ext. 1723           | Gustavo Adolfo (1632 +1677) conde de Nassau-Saarbrücken ext. 1723           | Gustavo Adolfo (1632 +1677) conde de Nassau-Saarbrücken ext. 1723           | Gustavo Adolfo (1632 +1677) conde de Nassau-Saarbrücken ext. 1723           |                                                                             |                                                                             |  |  | Walrad (1635 +1702) conde & príncipe de Nassau-Usingen ext. 1816                 | Walrad (1635 +1702) conde & príncipe de Nassau-Usingen ext. 1816 | Walrad (1635 +1702) conde & príncipe de Nassau-Usingen ext. 1816 | Walrad (1635 +1702) conde & príncipe de Nassau-Usingen ext. 1816 | Walrad (1635 +1702) conde & príncipe de Nassau-Usingen ext. 1816 | Walrad (1635 +1702) conde & príncipe de Nassau-Usingen ext. 1816 |  |  |                                                 |                                                 |                                                               |                                                 |                                                 |                                                 | Frederico (1640 +1675) conde de Nassau-Weilburg        | Frederico (1640 +1675) conde de Nassau-Weilburg        | Frederico (1640 +1675) conde de Nassau-Weilburg        | Frederico (1640 +1675) conde de Nassau-Weilburg        | Frederico (1640 +1675) conde de Nassau-Weilburg        | Frederico (1640 +1675) conde de Nassau-Weilburg        |                                                        |                                                        |  |  |  |  |  |  |  |  |  |  |  |  |  |  |  |  |  |  |  |  |
|  |  | João Luís (1625 +1690) conde de Nassau-Ottweiler ext. 1728 | João Luís (1625 +1690) conde de Nassau-Ottweiler ext. 1728 | João Luís (1625 +1690) conde de Nassau-Ottweiler ext. 1728                         | João Luís (1625 +1690) conde de Nassau-Ottweiler ext. 1728 | João Luís (1625 +1690) conde de Nassau-Ottweiler ext. 1728 | João Luís (1625 +1690) conde de Nassau-Ottweiler ext. 1728 |  |  |  |  | Gustavo Adolfo (1632 +1677) conde de Nassau-Saarbrücken ext. 1723 | Gustavo Adolfo (1632 +1677) conde de Nassau-Saarbrücken ext. 1723 | Gustavo Adolfo (1632 +1677) conde de Nassau-Saarbrücken ext. 1723           | Gustavo Adolfo (1632 +1677) conde de Nassau-Saarbrücken ext. 1723           | Gustavo Adolfo (1632 +1677) conde de Nassau-Saarbrücken ext. 1723           | Gustavo Adolfo (1632 +1677) conde de Nassau-Saarbrücken ext. 1723           |                                                                             |                                                                             |  |  | Walrad (1635 +1702) conde & príncipe de Nassau-Usingen ext. 1816                 | Walrad (1635 +1702) conde & príncipe de Nassau-Usingen ext. 1816 | Walrad (1635 +1702) conde & príncipe de Nassau-Usingen ext. 1816 | Walrad (1635 +1702) conde & príncipe de Nassau-Usingen ext. 1816 | Walrad (1635 +1702) conde & príncipe de Nassau-Usingen ext. 1816 | Walrad (1635 +1702) conde & príncipe de Nassau-Usingen ext. 1816 |  |  |                                                 |                                                 |                                                               |                                                 |                                                 |                                                 | Frederico (1640 +1675) conde de Nassau-Weilburg        | Frederico (1640 +1675) conde de Nassau-Weilburg        | Frederico (1640 +1675) conde de Nassau-Weilburg        | Frederico (1640 +1675) conde de Nassau-Weilburg        | Frederico (1640 +1675) conde de Nassau-Weilburg        | Frederico (1640 +1675) conde de Nassau-Weilburg        |                                                        |                                                        |  |  |  |  |  |  |  |  |  |  |  |  |  |  |  |  |  |  |  |  |
|  |  |                                                            |                                                            |                                                                                    |                                                            |                                                            |                                                            |  |  |  |  |                                                                   |                                                                   |                                                                             |                                                                             |                                                                             |                                                                             |                                                                             |                                                                             |  |  |                                                                                  |                                                                  |                                                                  |                                                                  |                                                                  |                                                                  |  |  |                                                 |                                                 | João Ernesto (1664 +1719) conde & príncipe de Nassau-Weilburg |                                                 |                                                 |                                                 |                                                        |                                                        |                                                        |                                                        |                                                        |                                                        |                                                        |                                                        |  |  |  |  |  |  |  |  |  |  |  |  |  |  |  |  |  |  |  |  |
|  |  |                                                            |                                                            |                                                                                    |                                                            |                                                            |                                                            |  |  |  |  |                                                                   |                                                                   |                                                                             |                                                                             |                                                                             |                                                                             |                                                                             |                                                                             |  |  |                                                                                  |                                                                  |                                                                  |                                                                  |                                                                  |                                                                  |  |  |                                                 |                                                 |                                                               |                                                 |                                                 |                                                 |                                                        |                                                        |                                                        |                                                        |                                                        |                                                        |                                                        |                                                        |  |  |  |  |  |  |  |  |  |  |  |  |  |  |  |  |  |  |  |  |
|  |  |                                                            |                                                            |                                                                                    |                                                            |                                                            |                                                            |  |  |  |  |                                                                   |                                                                   |                                                                             |                                                                             |                                                                             |                                                                             |                                                                             |                                                                             |  |  |                                                                                  |                                                                  |                                                                  |                                                                  |                                                                  |                                                                  |  |  |                                                 |                                                 |                                                               |                                                 |                                                 |                                                 |                                                        |                                                        |                                                        |                                                        |                                                        |                                                        |                                                        |                                                        |  |  |  |  |  |  |  |  |  |  |  |  |  |  |  |  |  |  |  |  |
|  |  |                                                            |                                                            |                                                                                    |                                                            |                                                            |                                                            |  |  |  |  |                                                                   |                                                                   |                                                                             |                                                                             |                                                                             |                                                                             |                                                                             |                                                                             |  |  | Carlos Augusto (1685 +1753) príncipe de Nassau-Weilburg                          | Carlos Augusto (1685 +1753) príncipe de Nassau-Weilburg          | Carlos Augusto (1685 +1753) príncipe de Nassau-Weilburg          | Carlos Augusto (1685 +1753) príncipe de Nassau-Weilburg          | Carlos Augusto (1685 +1753) príncipe de Nassau-Weilburg          | Carlos Augusto (1685 +1753) príncipe de Nassau-Weilburg          |  |  |                                                 |                                                 |                                                               |                                                 |                                                 |                                                 | Carlos Ernesto (1689–1709) príncipe de Nassau-Weilburg | Carlos Ernesto (1689–1709) príncipe de Nassau-Weilburg | Carlos Ernesto (1689–1709) príncipe de Nassau-Weilburg | Carlos Ernesto (1689–1709) príncipe de Nassau-Weilburg | Carlos Ernesto (1689–1709) príncipe de Nassau-Weilburg | Carlos Ernesto (1689–1709) príncipe de Nassau-Weilburg |                                                        |                                                        |  |  |  |  |  |  |  |  |  |  |  |  |  |  |  |  |  |  |  |  |
|  |  |                                                            |                                                            |                                                                                    |                                                            |                                                            |                                                            |  |  |  |  |                                                                   |                                                                   |                                                                             |                                                                             |                                                                             |                                                                             |                                                                             |                                                                             |  |  | Carlos Augusto (1685 +1753) príncipe de Nassau-Weilburg                          | Carlos Augusto (1685 +1753) príncipe de Nassau-Weilburg          | Carlos Augusto (1685 +1753) príncipe de Nassau-Weilburg          | Carlos Augusto (1685 +1753) príncipe de Nassau-Weilburg          | Carlos Augusto (1685 +1753) príncipe de Nassau-Weilburg          | Carlos Augusto (1685 +1753) príncipe de Nassau-Weilburg          |  |  |                                                 |                                                 |                                                               |                                                 |                                                 |                                                 | Carlos Ernesto (1689–1709) príncipe de Nassau-Weilburg | Carlos Ernesto (1689–1709) príncipe de Nassau-Weilburg | Carlos Ernesto (1689–1709) príncipe de Nassau-Weilburg | Carlos Ernesto (1689–1709) príncipe de Nassau-Weilburg | Carlos Ernesto (1689–1709) príncipe de Nassau-Weilburg | Carlos Ernesto (1689–1709) príncipe de Nassau-Weilburg |                                                        |                                                        |  |  |  |  |  |  |  |  |  |  |  |  |  |  |  |  |  |  |  |  |
|  |  |                                                            |                                                            |                                                                                    |                                                            |                                                            |                                                            |  |  |  |  |                                                                   |                                                                   |                                                                             |                                                                             |                                                                             |                                                                             |                                                                             |                                                                             |  |  | Carlos Cristiano (1735 +1788) príncipe de Nassau-Weilburg                        | Carlos Cristiano (1735 +1788) príncipe de Nassau-Weilburg        | Carlos Cristiano (1735 +1788) príncipe de Nassau-Weilburg        | Carlos Cristiano (1735 +1788) príncipe de Nassau-Weilburg        | Carlos Cristiano (1735 +1788) príncipe de Nassau-Weilburg        | Carlos Cristiano (1735 +1788) príncipe de Nassau-Weilburg        |  |  | Princesa Carolina de Orange-Nassau (1743 +1787) | Princesa Carolina de Orange-Nassau (1743 +1787) | Princesa Carolina de Orange-Nassau (1743 +1787)               | Princesa Carolina de Orange-Nassau (1743 +1787) | Princesa Carolina de Orange-Nassau (1743 +1787) | Princesa Carolina de Orange-Nassau (1743 +1787) |                                                        |                                                        |                                                        |                                                        |                                                        |                                                        |                                                        |                                                        |  |  |  |  |  |  |  |  |  |  |  |  |  |  |  |  |  |  |  |  |
|  |  |                                                            |                                                            |                                                                                    |                                                            |                                                            |                                                            |  |  |  |  |                                                                   |                                                                   |                                                                             |                                                                             |                                                                             |                                                                             |                                                                             |                                                                             |  |  | Carlos Cristiano (1735 +1788) príncipe de Nassau-Weilburg                        | Carlos Cristiano (1735 +1788) príncipe de Nassau-Weilburg        | Carlos Cristiano (1735 +1788) príncipe de Nassau-Weilburg        | Carlos Cristiano (1735 +1788) príncipe de Nassau-Weilburg        | Carlos Cristiano (1735 +1788) príncipe de Nassau-Weilburg        | Carlos Cristiano (1735 +1788) príncipe de Nassau-Weilburg        |  |  | Princesa Carolina de Orange-Nassau (1743 +1787) | Princesa Carolina de Orange-Nassau (1743 +1787) | Princesa Carolina de Orange-Nassau (1743 +1787)               | Princesa Carolina de Orange-Nassau (1743 +1787) | Princesa Carolina de Orange-Nassau (1743 +1787) | Princesa Carolina de Orange-Nassau (1743 +1787) |                                                        |                                                        |                                                        |                                                        |                                                        |                                                        |                                                        |                                                        |  |  |  |  |  |  |  |  |  |  |  |  |  |  |  |  |  |  |  |  |
|  |  |                                                            |                                                            |                                                                                    |                                                            |                                                            |                                                            |  |  |  |  |                                                                   |                                                                   |                                                                             |                                                                             |                                                                             |                                                                             |                                                                             |                                                                             |  |  |                                                                                  |                                                                  |                                                                  |                                                                  |                                                                  |                                                                  |  |  |                                                 |                                                 |                                                               |                                                 |                                                 |                                                 |                                                        |                                                        |                                                        |                                                        |                                                        |                                                        |                                                        |                                                        |  |  |  |  |  |  |  |  |  |  |  |  |  |  |  |  |  |  |  |  |
|  |  |                                                            |                                                            |                                                                                    |                                                            |                                                            |                                                            |  |  |  |  |                                                                   |                                                                   |                                                                             |                                                                             |                                                                             |                                                                             |                                                                             |                                                                             |  |  |                                                                                  |                                                                  | Frederico Guilherme (1768 +1816) príncipe de Nassau-Weilburg     |                                                                  |                                                                  |                                                                  |  |  |                                                 |                                                 |                                                               |                                                 |                                                 |                                                 |                                                        |                                                        |                                                        |                                                        |                                                        |                                                        |                                                        |                                                        |  |  |  |  |  |  |  |  |  |  |  |  |  |  |  |  |  |  |  |  |
|  |  |                                                            |                                                            |                                                                                    |                                                            |                                                            |                                                            |  |  |  |  |                                                                   |                                                                   |                                                                             |                                                                             |                                                                             |                                                                             |                                                                             |                                                                             |  |  |                                                                                  |                                                                  |                                                                  |                                                                  |                                                                  |                                                                  |  |  |                                                 |                                                 |                                                               |                                                 |                                                 |                                                 |                                                        |                                                        |                                                        |                                                        |                                                        |                                                        |                                                        |                                                        |  |  |  |  |  |  |  |  |  |  |  |  |  |  |  |  |  |  |  |  |
|  |  |                                                            |                                                            |                                                                                    |                                                            |                                                            |                                                            |  |  |  |  |                                                                   |                                                                   |                                                                             |                                                                             |                                                                             |                                                                             |                                                                             |                                                                             |  |  | Guilherme (1792 +1839) Duque de Nassau                                           |                                                                  |                                                                  |                                                                  |                                                                  |                                                                  |  |  |                                                 |                                                 |                                                               |                                                 |                                                 |                                                 |                                                        |                                                        |                                                        |                                                        |                                                        |                                                        |                                                        |                                                        |  |  |  |  |  |  |  |  |  |  |  |  |  |  |  |  |  |  |  |  |
|  |  |                                                            |                                                            |                                                                                    |                                                            |                                                            |                                                            |  |  |  |  |                                                                   |                                                                   |                                                                             |                                                                             |                                                                             |                                                                             |                                                                             |                                                                             |  |  |                                                                                  |                                                                  |                                                                  |                                                                  |                                                                  |                                                                  |  |  |                                                 |                                                 |                                                               |                                                 |                                                 |                                                 |                                                        |                                                        |                                                        |                                                        |                                                        |                                                        |                                                        |                                                        |  |  |  |  |  |  |  |  |  |  |  |  |  |  |  |  |  |  |  |  |
|  |  |                                                            |                                                            |                                                                                    |                                                            |                                                            |                                                            |  |  |  |  |                                                                   |                                                                   |                                                                             |                                                                             |                                                                             |                                                                             |                                                                             |                                                                             |  |  | Adolfo (1817 +1905) Duque de Nassau 1839-1866 Grão-Duque de Luxemburgo 1890-1905 |                                                                  |                                                                  |                                                                  |                                                                  |                                                                  |  |  |                                                 |                                                 |                                                               |                                                 |                                                 |                                                 |                                                        |                                                        |                                                        |                                                        |                                                        |                                                        |                                                        |                                                        |  |  |  |  |  |  |  |  |  |  |  |  |  |  |  |  |  |  |  |  |
|  |  |                                                            |                                                            |                                                                                    |                                                            |                                                            |                                                            |  |  |  |  |                                                                   |                                                                   |                                                                             |                                                                             |                                                                             |                                                                             |                                                                             |                                                                             |  |  |                                                                                  |                                                                  |                                                                  |                                                                  |                                                                  |                                                                  |  |  |                                                 |                                                 |                                                               |                                                 |                                                 |                                                 |                                                        |                                                        |                                                        |                                                        |                                                        |                                                        |                                                        |                                                        |  |  |  |  |  |  |  |  |  |  |  |  |  |  |  |  |  |  |  |  |
|  |  |                                                            |                                                            |                                                                                    |                                                            |                                                            |                                                            |  |  |  |  |                                                                   |                                                                   |                                                                             |                                                                             |                                                                             |                                                                             |                                                                             |                                                                             |  |  | Família grão-ducal luxemburguesa                                                 |                                                                  |                                                                  |                                                                  |                                                                  |                                                                  |  |  |                                                 |                                                 |                                                               |                                                 |                                                 |                                                 |                                                        |                                                        |                                                        |                                                        |                                                        |                                                        |                                                        |                                                        |  |  |  |  |  |  |  |  |  |  |  |  |  |  |  |  |  |  |  |  |

| Adolfo (1817 +1905) Duque de Nassau 1839-1866 Grão-Duque de Luxemburgo 1890-1905 | Adolfo (1817 +1905) Duque de Nassau 1839-1866 Grão-Duque de Luxemburgo 1890-1905 | Adolfo (1817 +1905) Duque de Nassau 1839-1866 Grão-Duque de Luxemburgo 1890-1905 | Adolfo (1817 +1905) Duque de Nassau 1839-1866 Grão-Duque de Luxemburgo 1890-1905 | Adolfo (1817 +1905) Duque de Nassau 1839-1866 Grão-Duque de Luxemburgo 1890-1905 | Adolfo (1817 +1905) Duque de Nassau 1839-1866 Grão-Duque de Luxemburgo 1890-1905 |                                                   |                                                   |                                                                             |                                                                             |                                                                             |                                                                             | Princesa Adelaide Maria de Anhalt-Dessau                                    | Princesa Adelaide Maria de Anhalt-Dessau                                    | Princesa Adelaide Maria de Anhalt-Dessau               | Princesa Adelaide Maria de Anhalt-Dessau               | Princesa Adelaide Maria de Anhalt-Dessau | Princesa Adelaide Maria de Anhalt-Dessau |                                 |                                 |                                 |                                 |                                 |                                 |                                  |                                  |                                  |                                  |                                  |                                  |                               |                               |                                  |                                  |                                  |                                  |                                  |                                  |  |  |  |  |                                  |                                  |                                  |                                  |                                  |                                  |
| Adolfo (1817 +1905) Duque de Nassau 1839-1866 Grão-Duque de Luxemburgo 1890-1905 | Adolfo (1817 +1905) Duque de Nassau 1839-1866 Grão-Duque de Luxemburgo 1890-1905 | Adolfo (1817 +1905) Duque de Nassau 1839-1866 Grão-Duque de Luxemburgo 1890-1905 | Adolfo (1817 +1905) Duque de Nassau 1839-1866 Grão-Duque de Luxemburgo 1890-1905 | Adolfo (1817 +1905) Duque de Nassau 1839-1866 Grão-Duque de Luxemburgo 1890-1905 | Adolfo (1817 +1905) Duque de Nassau 1839-1866 Grão-Duque de Luxemburgo 1890-1905 |                                                   |                                                   |                                                                             |                                                                             |                                                                             |                                                                             | Princesa Adelaide Maria de Anhalt-Dessau                                    | Princesa Adelaide Maria de Anhalt-Dessau                                    | Princesa Adelaide Maria de Anhalt-Dessau               | Princesa Adelaide Maria de Anhalt-Dessau               | Princesa Adelaide Maria de Anhalt-Dessau | Princesa Adelaide Maria de Anhalt-Dessau |                                 |                                 |                                 |                                 |                                 |                                 |                                  |                                  |                                  |                                  |                                  |                                  |                               |                               |                                  |                                  |                                  |                                  |                                  |                                  |  |  |  |  |                                  |                                  |                                  |                                  |                                  |                                  |
|                                                                                  |                                                                                  |                                                                                  |                                                                                  |                                                                                  |                                                                                  |                                                   |                                                   |                                                                             |                                                                             |                                                                             |                                                                             |                                                                             |                                                                             |                                                        |                                                        |                                          |                                          |                                 |                                 |                                 |                                 |                                 |                                 |                                  |                                  |                                  |                                  |                                  |                                  |                               |                               |                                  |                                  |                                  |                                  |                                  |                                  |  |  |  |  |                                  |                                  |                                  |                                  |                                  |                                  |
|                                                                                  |                                                                                  |                                                                                  |                                                                                  |                                                                                  |                                                                                  | Guilherme IV, Grão-Duque de Luxemburgo, 1852–1912 | Guilherme IV, Grão-Duque de Luxemburgo, 1852–1912 | Guilherme IV, Grão-Duque de Luxemburgo, 1852–1912                           | Guilherme IV, Grão-Duque de Luxemburgo, 1852–1912                           | Guilherme IV, Grão-Duque de Luxemburgo, 1852–1912                           | Guilherme IV, Grão-Duque de Luxemburgo, 1852–1912                           |                                                                             |                                                                             | Infanta Maria Ana de Portugal                          | Infanta Maria Ana de Portugal                          | Infanta Maria Ana de Portugal            | Infanta Maria Ana de Portugal            | Infanta Maria Ana de Portugal   | Infanta Maria Ana de Portugal   |                                 |                                 |                                 |                                 |                                  |                                  |                                  |                                  |                                  |                                  |                               |                               |                                  |                                  |                                  |                                  |                                  |                                  |  |  |  |  |                                  |                                  |                                  |                                  |                                  |                                  |
|                                                                                  |                                                                                  |                                                                                  |                                                                                  |                                                                                  |                                                                                  | Guilherme IV, Grão-Duque de Luxemburgo, 1852–1912 | Guilherme IV, Grão-Duque de Luxemburgo, 1852–1912 | Guilherme IV, Grão-Duque de Luxemburgo, 1852–1912                           | Guilherme IV, Grão-Duque de Luxemburgo, 1852–1912                           | Guilherme IV, Grão-Duque de Luxemburgo, 1852–1912                           | Guilherme IV, Grão-Duque de Luxemburgo, 1852–1912                           |                                                                             |                                                                             | Infanta Maria Ana de Portugal                          | Infanta Maria Ana de Portugal                          | Infanta Maria Ana de Portugal            | Infanta Maria Ana de Portugal            | Infanta Maria Ana de Portugal   | Infanta Maria Ana de Portugal   |                                 |                                 |                                 |                                 |                                  |                                  |                                  |                                  |                                  |                                  |                               |                               |                                  |                                  |                                  |                                  |                                  |                                  |  |  |  |  |                                  |                                  |                                  |                                  |                                  |                                  |
|                                                                                  |                                                                                  |                                                                                  |                                                                                  |                                                                                  |                                                                                  |                                                   |                                                   |                                                                             |                                                                             |                                                                             |                                                                             |                                                                             |                                                                             |                                                        |                                                        |                                          |                                          |                                 |                                 |                                 |                                 |                                 |                                 |                                  |                                  |                                  |                                  |                                  |                                  |                               |                               |                                  |                                  |                                  |                                  |                                  |                                  |  |  |  |  |                                  |                                  |                                  |                                  |                                  |                                  |
|                                                                                  |                                                                                  |                                                                                  |                                                                                  |                                                                                  |                                                                                  |                                                   |                                                   |                                                                             |                                                                             |                                                                             |                                                                             |                                                                             |                                                                             |                                                        |                                                        |                                          |                                          |                                 |                                 |                                 |                                 |                                 |                                 |                                  |                                  |                                  |                                  |                                  |                                  |                               |                               |                                  |                                  |                                  |                                  |                                  |                                  |  |  |  |  |                                  |                                  |                                  |                                  |                                  |                                  |
| Marie-Adélaïde, Grã-Duquesa de Luxemburgo, 1894–1924                             | Marie-Adélaïde, Grã-Duquesa de Luxemburgo, 1894–1924                             | Marie-Adélaïde, Grã-Duquesa de Luxemburgo, 1894–1924                             | Marie-Adélaïde, Grã-Duquesa de Luxemburgo, 1894–1924                             | Marie-Adélaïde, Grã-Duquesa de Luxemburgo, 1894–1924                             | Marie-Adélaïde, Grã-Duquesa de Luxemburgo, 1894–1924                             |                                                   |                                                   |                                                                             |                                                                             | Carlota 1896–1985, Grã-Duquesa de Luxemburgo 1919–1964                      | Carlota 1896–1985, Grã-Duquesa de Luxemburgo 1919–1964                      | Carlota 1896–1985, Grã-Duquesa de Luxemburgo 1919–1964                      | Carlota 1896–1985, Grã-Duquesa de Luxemburgo 1919–1964                      | Carlota 1896–1985, Grã-Duquesa de Luxemburgo 1919–1964 | Carlota 1896–1985, Grã-Duquesa de Luxemburgo 1919–1964 |                                          |                                          | Príncipe Félix de Bourbon-Parma | Príncipe Félix de Bourbon-Parma | Príncipe Félix de Bourbon-Parma | Príncipe Félix de Bourbon-Parma | Príncipe Félix de Bourbon-Parma | Príncipe Félix de Bourbon-Parma |                                  |                                  |                                  |                                  |                                  |                                  |                               |                               |                                  |                                  |                                  |                                  |                                  |                                  |  |  |  |  |                                  |                                  |                                  |                                  |                                  |                                  |
| Marie-Adélaïde, Grã-Duquesa de Luxemburgo, 1894–1924                             | Marie-Adélaïde, Grã-Duquesa de Luxemburgo, 1894–1924                             | Marie-Adélaïde, Grã-Duquesa de Luxemburgo, 1894–1924                             | Marie-Adélaïde, Grã-Duquesa de Luxemburgo, 1894–1924                             | Marie-Adélaïde, Grã-Duquesa de Luxemburgo, 1894–1924                             | Marie-Adélaïde, Grã-Duquesa de Luxemburgo, 1894–1924                             |                                                   |                                                   |                                                                             |                                                                             | Carlota 1896–1985, Grã-Duquesa de Luxemburgo 1919–1964                      | Carlota 1896–1985, Grã-Duquesa de Luxemburgo 1919–1964                      | Carlota 1896–1985, Grã-Duquesa de Luxemburgo 1919–1964                      | Carlota 1896–1985, Grã-Duquesa de Luxemburgo 1919–1964                      | Carlota 1896–1985, Grã-Duquesa de Luxemburgo 1919–1964 | Carlota 1896–1985, Grã-Duquesa de Luxemburgo 1919–1964 |                                          |                                          | Príncipe Félix de Bourbon-Parma | Príncipe Félix de Bourbon-Parma | Príncipe Félix de Bourbon-Parma | Príncipe Félix de Bourbon-Parma | Príncipe Félix de Bourbon-Parma | Príncipe Félix de Bourbon-Parma |                                  |                                  |                                  |                                  |                                  |                                  |                               |                               |                                  |                                  |                                  |                                  |                                  |                                  |  |  |  |  |                                  |                                  |                                  |                                  |                                  |                                  |
|                                                                                  |                                                                                  |                                                                                  |                                                                                  |                                                                                  |                                                                                  |                                                   |                                                   |                                                                             |                                                                             |                                                                             |                                                                             |                                                                             |                                                                             |                                                        |                                                        |                                          |                                          |                                 |                                 |                                 |                                 |                                 |                                 |                                  |                                  |                                  |                                  |                                  |                                  |                               |                               |                                  |                                  |                                  |                                  |                                  |                                  |  |  |  |  |                                  |                                  |                                  |                                  |                                  |                                  |
|                                                                                  |                                                                                  |                                                                                  |                                                                                  |                                                                                  |                                                                                  |                                                   |                                                   |                                                                             |                                                                             |                                                                             |                                                                             |                                                                             |                                                                             |                                                        |                                                        |                                          |                                          |                                 |                                 |                                 |                                 |                                 |                                 |                                  |                                  |                                  |                                  |                                  |                                  |                               |                               |                                  |                                  |                                  |                                  |                                  |                                  |  |  |  |  |                                  |                                  |                                  |                                  |                                  |                                  |
|                                                                                  |                                                                                  | Princesa Josefina Carlota da Bélgica                                             | Princesa Josefina Carlota da Bélgica                                             | Princesa Josefina Carlota da Bélgica                                             | Princesa Josefina Carlota da Bélgica                                             | Princesa Josefina Carlota da Bélgica              | Princesa Josefina Carlota da Bélgica              |                                                                             |                                                                             | João 1921-, Grão-Duque de Luxemburgo 1964-2000                              | João 1921-, Grão-Duque de Luxemburgo 1964-2000                              | João 1921-, Grão-Duque de Luxemburgo 1964-2000                              | João 1921-, Grão-Duque de Luxemburgo 1964-2000                              | João 1921-, Grão-Duque de Luxemburgo 1964-2000         | João 1921-, Grão-Duque de Luxemburgo 1964-2000         |                                          |                                          |                                 |                                 |                                 |                                 |                                 |                                 |                                  |                                  | Príncipe Carlos de Luxemburgo    | Príncipe Carlos de Luxemburgo    | Príncipe Carlos de Luxemburgo    | Príncipe Carlos de Luxemburgo    | Príncipe Carlos de Luxemburgo | Príncipe Carlos de Luxemburgo |                                  |                                  |                                  |                                  |                                  |                                  |  |  |  |  |                                  |                                  |                                  |                                  |                                  |                                  |
|                                                                                  |                                                                                  | Princesa Josefina Carlota da Bélgica                                             | Princesa Josefina Carlota da Bélgica                                             | Princesa Josefina Carlota da Bélgica                                             | Princesa Josefina Carlota da Bélgica                                             | Princesa Josefina Carlota da Bélgica              | Princesa Josefina Carlota da Bélgica              |                                                                             |                                                                             | João 1921-, Grão-Duque de Luxemburgo 1964-2000                              | João 1921-, Grão-Duque de Luxemburgo 1964-2000                              | João 1921-, Grão-Duque de Luxemburgo 1964-2000                              | João 1921-, Grão-Duque de Luxemburgo 1964-2000                              | João 1921-, Grão-Duque de Luxemburgo 1964-2000         | João 1921-, Grão-Duque de Luxemburgo 1964-2000         |                                          |                                          |                                 |                                 |                                 |                                 |                                 |                                 |                                  |                                  | Príncipe Carlos de Luxemburgo    | Príncipe Carlos de Luxemburgo    | Príncipe Carlos de Luxemburgo    | Príncipe Carlos de Luxemburgo    | Príncipe Carlos de Luxemburgo | Príncipe Carlos de Luxemburgo |                                  |                                  |                                  |                                  |                                  |                                  |  |  |  |  |                                  |                                  |                                  |                                  |                                  |                                  |
|                                                                                  |                                                                                  |                                                                                  |                                                                                  |                                                                                  |                                                                                  |                                                   |                                                   |                                                                             |                                                                             |                                                                             |                                                                             |                                                                             |                                                                             |                                                        |                                                        |                                          |                                          |                                 |                                 |                                 |                                 |                                 |                                 |                                  |                                  |                                  |                                  |                                  |                                  |                               |                               |                                  |                                  |                                  |                                  |                                  |                                  |  |  |  |  |                                  |                                  |                                  |                                  |                                  |                                  |
|                                                                                  |                                                                                  |                                                                                  |                                                                                  |                                                                                  |                                                                                  |                                                   |                                                   |                                                                             |                                                                             |                                                                             |                                                                             |                                                                             |                                                                             |                                                        |                                                        |                                          |                                          |                                 |                                 |                                 |                                 |                                 |                                 |                                  |                                  |                                  |                                  |                                  |                                  |                               |                               |                                  |                                  |                                  |                                  |                                  |                                  |  |  |  |  |                                  |                                  |                                  |                                  |                                  |                                  |
| Arquiduquesa Marie-Astrid da Áustria                                             | Arquiduquesa Marie-Astrid da Áustria                                             | Arquiduquesa Marie-Astrid da Áustria                                             | Arquiduquesa Marie-Astrid da Áustria                                             | Arquiduquesa Marie-Astrid da Áustria                                             | Arquiduquesa Marie-Astrid da Áustria                                             |                                                   |                                                   | Henrique 1955-, Grão-Duque de Luxemburgo, 2000 pequenas armas grandes armas | Henrique 1955-, Grão-Duque de Luxemburgo, 2000 pequenas armas grandes armas | Henrique 1955-, Grão-Duque de Luxemburgo, 2000 pequenas armas grandes armas | Henrique 1955-, Grão-Duque de Luxemburgo, 2000 pequenas armas grandes armas | Henrique 1955-, Grão-Duque de Luxemburgo, 2000 pequenas armas grandes armas | Henrique 1955-, Grão-Duque de Luxemburgo, 2000 pequenas armas grandes armas |                                                        |                                                        | Maria Teresa                             | Maria Teresa                             | Maria Teresa                    | Maria Teresa                    | Maria Teresa                    | Maria Teresa                    |                                 |                                 | João, Príncipe do Luxemburgo     | João, Príncipe do Luxemburgo     | João, Príncipe do Luxemburgo     | João, Príncipe do Luxemburgo     | João, Príncipe do Luxemburgo     | João, Príncipe do Luxemburgo     |                               |                               | Margarida de Liechtenstein       | Margarida de Liechtenstein       | Margarida de Liechtenstein       | Margarida de Liechtenstein       | Margarida de Liechtenstein       | Margarida de Liechtenstein       |  |  |  |  | Príncipe Guilherme de Luxemburgo | Príncipe Guilherme de Luxemburgo | Príncipe Guilherme de Luxemburgo | Príncipe Guilherme de Luxemburgo | Príncipe Guilherme de Luxemburgo | Príncipe Guilherme de Luxemburgo |
| Arquiduquesa Marie-Astrid da Áustria                                             | Arquiduquesa Marie-Astrid da Áustria                                             | Arquiduquesa Marie-Astrid da Áustria                                             | Arquiduquesa Marie-Astrid da Áustria                                             | Arquiduquesa Marie-Astrid da Áustria                                             | Arquiduquesa Marie-Astrid da Áustria                                             |                                                   |                                                   | Henrique 1955-, Grão-Duque de Luxemburgo, 2000 pequenas armas grandes armas | Henrique 1955-, Grão-Duque de Luxemburgo, 2000 pequenas armas grandes armas | Henrique 1955-, Grão-Duque de Luxemburgo, 2000 pequenas armas grandes armas | Henrique 1955-, Grão-Duque de Luxemburgo, 2000 pequenas armas grandes armas | Henrique 1955-, Grão-Duque de Luxemburgo, 2000 pequenas armas grandes armas | Henrique 1955-, Grão-Duque de Luxemburgo, 2000 pequenas armas grandes armas |                                                        |                                                        | Maria Teresa                             | Maria Teresa                             | Maria Teresa                    | Maria Teresa                    | Maria Teresa                    | Maria Teresa                    |                                 |                                 | João, Príncipe do Luxemburgo     | João, Príncipe do Luxemburgo     | João, Príncipe do Luxemburgo     | João, Príncipe do Luxemburgo     | João, Príncipe do Luxemburgo     | João, Príncipe do Luxemburgo     |                               |                               | Margarida de Liechtenstein       | Margarida de Liechtenstein       | Margarida de Liechtenstein       | Margarida de Liechtenstein       | Margarida de Liechtenstein       | Margarida de Liechtenstein       |  |  |  |  | Príncipe Guilherme de Luxemburgo | Príncipe Guilherme de Luxemburgo | Príncipe Guilherme de Luxemburgo | Príncipe Guilherme de Luxemburgo | Príncipe Guilherme de Luxemburgo | Príncipe Guilherme de Luxemburgo |
|                                                                                  |                                                                                  |                                                                                  |                                                                                  |                                                                                  |                                                                                  |                                                   |                                                   |                                                                             |                                                                             |                                                                             |                                                                             |                                                                             |                                                                             |                                                        |                                                        |                                          |                                          |                                 |                                 |                                 |                                 |                                 |                                 |                                  |                                  |                                  |                                  |                                  |                                  |                               |                               |                                  |                                  |                                  |                                  |                                  |                                  |  |  |  |  |                                  |                                  |                                  |                                  |                                  |                                  |
|                                                                                  |                                                                                  |                                                                                  |                                                                                  |                                                                                  |                                                                                  |                                                   |                                                   |                                                                             |                                                                             |                                                                             |                                                                             |                                                                             |                                                                             |                                                        |                                                        |                                          |                                          |                                 |                                 |                                 |                                 |                                 |                                 |                                  |                                  |                                  |                                  |                                  |                                  |                               |                               |                                  |                                  |                                  |                                  |                                  |                                  |  |  |  |  |                                  |                                  |                                  |                                  |                                  |                                  |
| Guilherme, grão-duque herdeiro de Luxemburgo                                     | Guilherme, grão-duque herdeiro de Luxemburgo                                     | Guilherme, grão-duque herdeiro de Luxemburgo                                     | Guilherme, grão-duque herdeiro de Luxemburgo                                     | Guilherme, grão-duque herdeiro de Luxemburgo                                     | Guilherme, grão-duque herdeiro de Luxemburgo                                     |                                                   |                                                   | Príncipe Félix de Luxemburgo                                                | Príncipe Félix de Luxemburgo                                                | Príncipe Félix de Luxemburgo                                                | Príncipe Félix de Luxemburgo                                                | Príncipe Félix de Luxemburgo                                                | Príncipe Félix de Luxemburgo                                                |                                                        |                                                        | Príncipe Luís de Luxemburgo              | Príncipe Luís de Luxemburgo              | Príncipe Luís de Luxemburgo     | Príncipe Luís de Luxemburgo     | Príncipe Luís de Luxemburgo     | Príncipe Luís de Luxemburgo     |                                 |                                 | Princesa Alexandra de Luxemburgo | Princesa Alexandra de Luxemburgo | Princesa Alexandra de Luxemburgo | Princesa Alexandra de Luxemburgo | Princesa Alexandra de Luxemburgo | Princesa Alexandra de Luxemburgo |                               |                               | Príncipe Sebastião de Luxemburgo | Príncipe Sebastião de Luxemburgo | Príncipe Sebastião de Luxemburgo | Príncipe Sebastião de Luxemburgo | Príncipe Sebastião de Luxemburgo | Príncipe Sebastião de Luxemburgo |  |  |  |  |                                  |                                  |                                  |                                  |                                  |                                  |